# Ə
Ə (ə) je písmeno (grafém) latinské abecedy. Nazývá se šva. Je obsaženo v abecedách ázerbájdžánštiny a jazyka ewondo.
Znak ə se používá v mezinárodní fonetické abecedě (IPA) pro středovou střední nezaokrouhlenou samohlásku.
Latinka obsahuje písmeno Ǝ, jehož minuskule ǝ má stejný tvar jako ə.
V arménském písmu písmenu Ə odpovídá písmeno Ը (ը). V cyrilici je obsaženo stejně vypadající písmeno Ә (ә), ale zachycující jinou hlásku.